# جسد نفیس

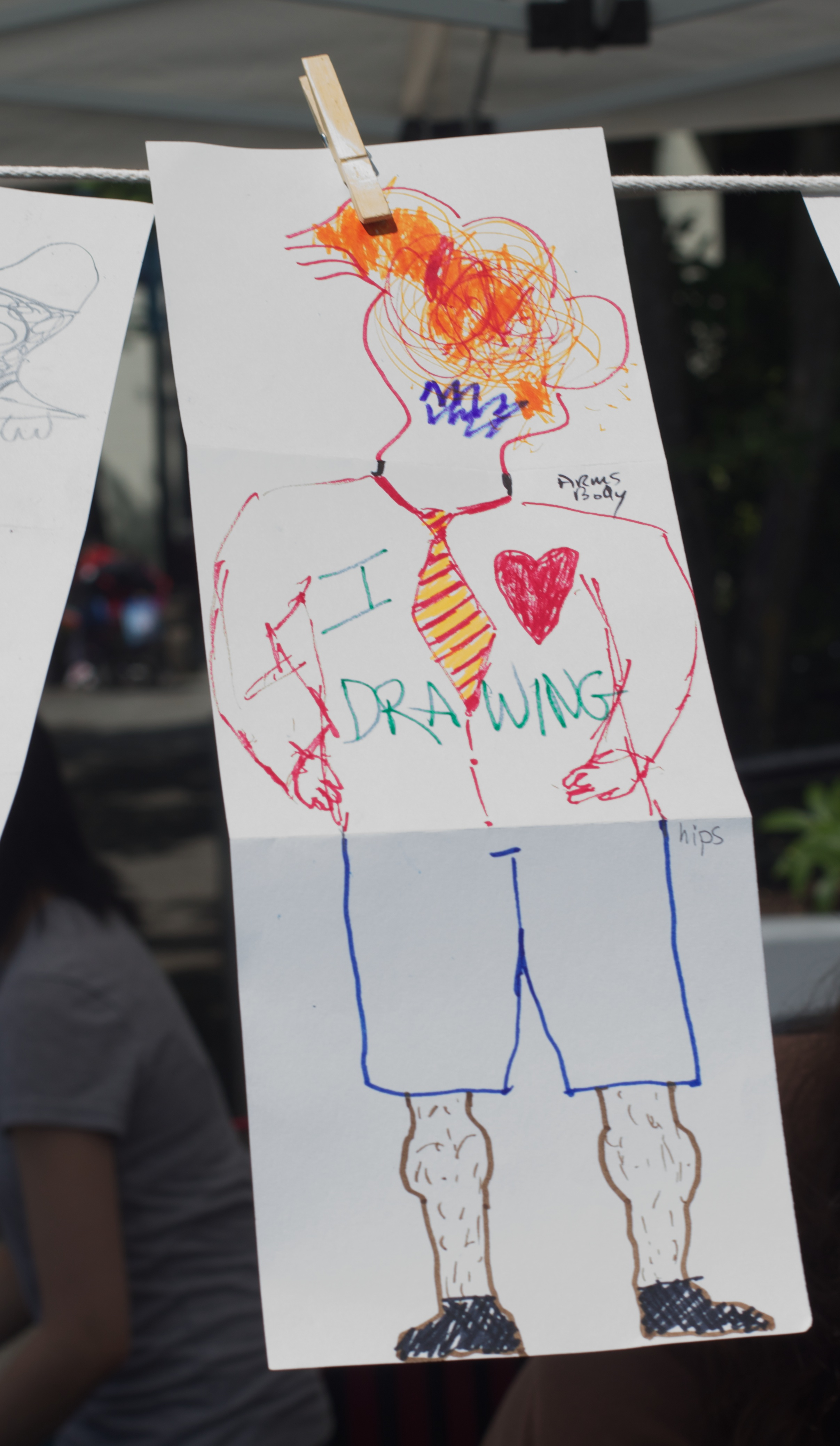
یک نمونه از نقاشی جسد نفیس

جسد نفیس (برگرفته از اصطلاح فرانسوی cadavre exquis ، معادل تحت‌اللفظی: جسد نفیس)، روشی است که به وسیله آن مجموعه ای از کلمات یا تصاویر به طور دسته‌جمعی گردآوری می‌شود. هر مشارکت‌کننده با پیروی از یک الگوی جمله(برای آثار متنی) یا با دیدن بخش پایانی اثر پیشین به ترکیب‌بندی اثری ضمیمه می‌کند. مثلا "اسم-اسم-فعل-حرف-حرف-اسم-اسم-فعل" یک الگوی جمله است که می‌توان جمله "امید پرنده‌ای است که در روح آشیان دارد." را نمونه‌ای از این الگو دانست.

## تاریخ
این تکنیک توسط سوررئالیست ها ابداع شد و شبیه به یک بازی سالنی قدیمی به نام "پیامدها" است که در آن بازیکنان به نوبت روی یک ورق کاغذ می نویسند، آن را تا می کنند تا بخشی از نوشته پنهان شود و سپس آن را برای کمک بیشتر به بازیکن بعدی می دهند. آندره برتون ، بنیانگذار اصلی سوررئالیسم، گزارش داد که با شروع این سبک برای سرگرمی بود، اما به مرور  و در نهایت غنی و غنی‌تر شد. برتون می‌گوید این سبک در حدود سال 1925 آغاز شد، اما به عقیده پیر ریوردی بسیار زودتر، حداقل در اوایل سال 1918 آغاز شده بود  .
این نام از زمانی گرفته‌شده که سوررئالیست‌ها بازی‌ای به نام "Le cadavre exquis boira le vin nouveau. " ("جسد نفیس باید شراب تازه را بنوشد.")را انجام می‌دادند، به دست آمد.   آندره برتون می نویسد که بازی در محل اقامت دوستان در خانه ای قدیمی در مون‌پارناس پدید آمد. او علاوه بر خود از مارسل دوهامل ، ژاک پرور ، ایو تانگو و بنجامین پره به عنوان شرکت کنندگان اصلی یاد می کند.  
هنری میلر اغلب این بازی را برای گذران وقت در کافه های فرانسه در دهه 1930 انجام می داد.

## پیامدهای تصویری

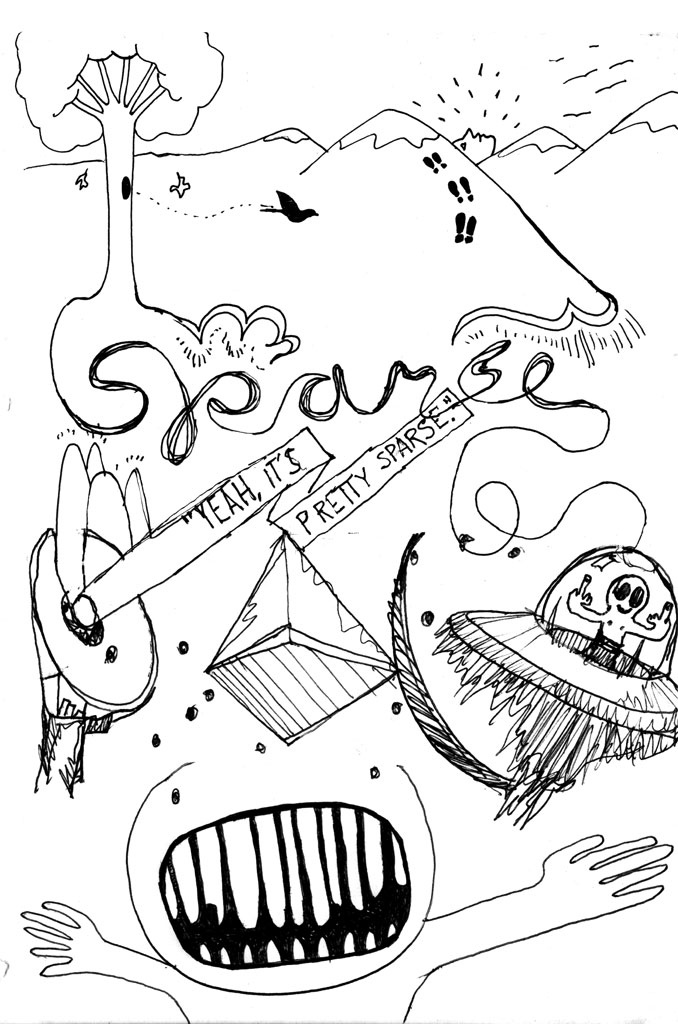
یک نقاشی جسد نفیس که در چهار بخش تولید شده است.

این بازی بعدها در زمینه‌های طراحی و کولاژ، در نسخه‌ای به نام پیامدهای تصویری، اقتباس شد. به طوریکه به جای نوشتن اجزای جمله، در هر مرحله اعضای بدن یک شخص ترسیم می‌شود.  شخص به طور سنتی در چهار مرحله ترسیم می شود: سر، نیم تنه، ران و پاها. کاغذ در حین بازی تا می‌شود تا شرکت کنندگان نتوانند قسمت های قبلی را ببینند.   محصول نهایی شبیه کتاب‌های کودکان است که در آن صفحات به یک سوم تقسیم شده‌اند.
یکی دیگر از انواع جسد نفیس که این نیز "پیامدهای تصویری" نامیده می‌شود، "لغت‌نامه تصویری تلفنی" است، بازی ای که در آن بازیکنان به نوبت معانی لغات را تغییر داده و تصاویر مرتبطی را مطابق با توصیفات حاصل شده در مرحله قبل تطبیق می‌دهند. 

### در هنر
- The Narrative Corpse (Gates of Heck, 1995) یک داستان زنجیره ای کمیک است که توسط 69 کاریکاتوریست مشهور و توسط آرت اشپیگلمن و آر. سیکوریاک ویرایش شده است.
- پروژه شکستن کسالت در طراحی گرافیک، قاهره (2008)
- The Exquisite Corpse Adventure (Candlewick، 2011)، به سفارش کتابخانه کنگره که از نویسندگان و تصویرگران مشهور کودکان استفاده می کند [۶]
- جیک و دینوس چپمن نیز تعدادی آثار جسد نفیس تولید کرده‌اند.
- اریک کروس، Cadavre exquis، Chat Santiag (2017). کروس از نقاشی جسد نفیس خود برای ساخت یک مجسمه گلی استفاده کرد. [۷]

### در فیلم و تلویزیون
- فیلم شیء مرموز در ظهر محصول 2000 آپیچاتپونگ ویراستاکول از این تکنیک با ترکیبی از فیلم مستند و تخیلی استفاده می کند.
- پروژه جسد نفیس یک فیلم بلند کمدی محصول سال ۲۰۱۲ است که با تکنیک جسد نفیس نوشته شده است.
- شبکه تلویزیونی تونامی برای بیستمین سالگرد تاسیس خود با آهنگ Let's Fight از Amon Tobin یک جسد نفیس ساخت.
- تریلر Rick and Morty 2017 برای فصل 3 با عنوان "Exquisite Corpse" و شامل یک سکانس طولانی چند دقیقه ای از آهنگ "Thursday in the Danger Room" از آلبوم Run the Jewels 3 توسط Run the Jewels است.
- Exquisite Corps و And Soy All of Us کرئوگرافی‌های از فیلمساز میچل رز هستند.

### بازی‌ها
- در "...و سپس ما مردیم"، بازیکنان از کارت‌های تاروت تکه‌کلمه‌ای استفاده می‌کنند تا جملاتی را بسازند که داستان مرگ دسته‌جمعی‌اشان را بیان می‌کند. [۸]
- monsterland.net یک نسخه آنلاین از بازی Exquisite Corpse parlor است که توسط Ben Samworth Development Ltd ساخته شده است.

1. 1 2 3  Breton, André (7 October 1948). "Breton Remembers". Archived from the original on 27 January 2008. Retrieved 30 September 2019. Exhibition catalogue, Le Cadavre Exquis: Son Exaltation, La Dragonne, Galerie Nina Dausset, Paris (October 7–30).
2. ↑  "The Exquisite Corpse". Poetry Plus. 2009. Retrieved 28 March 2009.
3. ↑  Lubbock, Tom (13 April 2007). "Cozens, Alexander: A Blot: Tigers (c. 1770–80)". The Independent. Archived from the original on 2008-09-25. Retrieved 24 September 2008. about Alexander Cozens
4. ↑  Budden, Jo. "Essential UK – Tattoos". British Council. Archived from the original on 14 January 2009. Retrieved 24 September 2008.
5. ↑  "Rainy days survival guide". The Independent. 1 June 2007. Retrieved 24 September 2008.
6. ↑  The Exquisite Corpse Adventure, Library of Congress, undated
7. ↑  Gotthardt, Alexxa (2018). "Explaining Exquisite Corpse, the Surrealist Drawing Game That Just Won't Die". Artsy.
8. ↑  "To Better Know that Death | Unwinnable". 3 January 2019. Retrieved 4 January 2019.